# Střelná
Střelná är en ort i Tjeckien.   Den ligger i regionen Zlín, i den östra delen av landet, 290 km öster om huvudstaden Prag. Střelná ligger 507 meter över havet och antalet invånare är 615.
Terrängen runt Střelná är lite kuperad. Runt Střelná är det ganska glesbefolkat, med 35 invånare per kvadratkilometer. Närmaste större samhälle är Vsetín, 19,4 km norr om Střelná. I omgivningarna runt Střelná växer i huvudsak blandskog.